# Adolf Clasen
Adolf Clasen (* 14. Februar 1923 in Neustadt in Holstein; † 9. März 2016 in Lübeck) war ein deutscher Klassischer Philologe und Lübecker Stadthistoriker.

## Leben
Adolf Clasen war der jüngste Sohn des Pastors und Heimatforschers Martin Clasen (1882–1962). Er wuchs in Reinfeld (Holstein)  auf und besuchte das Katharineum zu Lübeck bis zum Abitur 1941. Anschließend diente er im Zweiten Weltkrieg in der Kriegsmarine; als Leutnant zur See auf U 406 geriet er 1944 in britische Gefangenschaft. Nach seiner Rückkehr aus der Gefangenschaft 1947 studierte er Klassische Philologie. Von 1955 bis 1988 unterrichtete er Latein und Griechisch am Katharineum zu Lübeck. Dort wurde er Landesfachberater für alte Sprachen für Schleswig-Holstein und regte die Jahresfachtagungen in Sankelmark an. 1970 übernahm er bis 1975 den Landesvorsitz Schleswig-Holstein im Deutschen Altphilologenverband (DAV). Aus dieser Position arbeitete er an der didaktischen Neuorientierung des Lateinunterrichts in Deutschland zentral mit, weil der LU in der Auseinandersetzung um die „Bildungsreform als Revision des Curriculum“ (Saul B. Robinsohn, 1967) neu begründet werden musste. Die gewonnenen Einsichten gab er als Fachleiter in der Lehrerausbildung an seine jungen Kolleginnen und Kollegen weiter.
Clasen trat dafür ein, das Fach Latein auch ohne Griechisch und außerhalb des humanistischen Gymnasiums als sinnvolles Angebot zu legitimieren. Weiter glaubte er, dass Latein kein elitäres Fach, sondern als sozialkompensatorische Sprachförderung für Kinder aus bildungsfernen Elternhäusern besonders geeignet sei. Er veröffentlichte zahlreiche Aufsätze zu fachdidaktischen Fragen des altsprachlichen Unterrichts und gab Textausgaben für die Schule heraus.
Clasen war Ehrenvorsitzender des Landesverbandes Schleswig-Holstein des DAV.

## Schriften (Auswahl)
- Wozu Latein? Wie ist sein Platz im modernen Curriculum zu begründen? In: Mitteilungsblatt des Deutschen Altphilologenverbandes, Heidelberg 1970, Heft 2/3, S. 18–27
- Neuformulierung von Lernzielen. Zehn Grundsätze zur Strategie des Deutschen Altphilologenverbandes. In: Ausschuss für didaktische Fragen im Deutschen Altphilologen-Verband: Materialien zur Curriculum-Entwicklung im Fach Latein. Bayer, München 1971.
- Verkannte Schätze. Lübecks lateinische Inschriften im Original und auf Deutsch (= Veröffentlichungen zur Geschichte der Hansestadt Lübeck. Reihe B, 37). Schmidt-Römhild, Lübeck 2002, ISBN 3-7950-0475-6.